# 尚德延
尚德延（1918年—1985年），男，辽宁沈阳人，中国麻醉学家，曾任中国医学科学院研究员、博士生导师